# Neptis symbiosa
Neptis symbiosa är en fjärilsart som beskrevs av Hans Fruhstorfer 1908. Neptis symbiosa ingår i släktet Neptis och familjen praktfjärilar. Inga underarter finns listade i Catalogue of Life.